# Academy of the Social Sciences in Australia
Die Academy of the Social Sciences in Australia (ASSA) ist eine australische Wissenschaftsakademie. Als autonome Nichtregierungsorganisation widmet sie sich dem Fortschritt von Wissen und Forschung in den Sozialwissenschaften. Sie wurde 1971 gegründet und löste die 1942 gegründete Vorgängerorganisation Social Science Research Council of Australia ab. Über den Australian Council of Learned Academies (ACOLA) kooperiert die ASSA mit der Australian Academy of Science und weiteren australischen Wissenschaftsakademien.
Forscher, die sich wissenschaftlich ausgezeichnet haben, können zu Fellows der Academy of the Social Sciences in Australia gewählt werden, abgekürzt FASSA. Derzeit (Stand: 2019) gibt es über 650 Träger dieses Titels, darunter 26 aus dem Ausland und 15 Ehrenmitglieder.

## Präsidenten
- Bis 1972 Richard Ivan Downing
- 1972–1975 Geoffrey Sawer
- 1975–1978 Fred Henry George Gruen
- 1978–1981 Alan George Lewers Shaw
- 1981–1984 Keith Jackson Hancock
- 1984–1987 Joseph Ezra Issac
- 1987–1990 Peter Henry Karmel
- 1990–1993 Peter Winston Sheehan
- 1993–1997 Paul Francis Bourke
- 1997–2000 Gwendoline Fay Gale
- 2000–2003 Leon Mann
- 2003–2006 Sue Richardson
- 2006–2009 Stuart Forbes Macintyre
- 2009–2012 Barry McGaw
- 2012–2015 Deborah Terry
- 2016–2018 Glenn Withers
- 2019–2021 Jane Hall
- seit 2021 Richard Holden[2]

## Veröffentlichungen
- Annual report. 1971/72 ff. ZDB-ID 873308-9
- Occasional papers. 1999 ff. ISSN 1323-7136, Schriftenreihe, erscheint unregelmäßig, elektronische Ressource
- Dialogue. ISSN 1038-7803, elektronische Ressource
- Academy papers. ISSN 2202-4697, Schriftenreihe, erscheint unregelmäßig, elektronische Ressource